# Andrea Motis
Andrea Motis (Barcelona, 9 de maig de 1995) és una trompetista, saxofonista i cantant de jazz catalana.

## Biografia
Es va formar musicalment com a trompetista amb el professor Toni Gallard quan tenia set anys a l'Escola Municipal de Música de Sant Andreu, del barri de Sant Andreu de Barcelona. El 2007, amb només dotze anys, va començar a col·laborar amb el grup de jazz Sant Andreu Jazz Band, dirigit pel professor de música i músic Joan Chamorro, qui també li va impartir classes de saxo. Ha participat en nombrosos concerts del circuit català i internacional de jazz. A causa de la seva precocitat, nombrosos mitjans de comunicació l'han entrevistada o han escrit ressenyes de la seva activitat musical.
Va estudiar a l'institut musical IEA Oriol Martorell i a l'Escola Superior de Música de Catalunya.
El 2010 va sortir al mercat el seu primer disc, un disc d'estàndards de jazz, que va gravar com a cantant solista amb només catorze anys, titulat Joan Chamorro presenta Andrea Motis, amb Josep Roig Boada com a tècnic de so editat per Temps Record. Fou artista convidada, el 20 de juliol del 2011 al Quincy Jones & The Global Gumbo All Stars, Festival de Peralada. El 2012 va treure el seu segon àlbum Feeling Good, que més endavant presentaria a l'Olympia de París i a Anglaterra. El 2013 va enregistrar el seu tercer àlbum en directe al Jamboree de Barcelona, els dies 13 i 14 d'abril, amb l'Scott Hamilton. L'1 de desembre de 2013 va estrenar Big Band a la Sala Pau Casals de l'Auditori de Barcelona dins el marc del 45è Festival Internacional de Jazz de Barcelona, amb 15 dels millors solistes de jazz del país, aquesta formació queda enregistrada en el seu quart disc, la Motis Chamorro Big Band.
A finals de març de 2016 va enregistrar un disc amb el segell Impulse! Records.
Durant els anys ha col·laborat amb un grapat de formacions. L'estiu de 2020 va tocar la trompeta i cantar amb Els Amics de les Arts al teatre Grec de Barcelona.

## Discografia
- Joan Chamorro presenta Andrea Motis (Temps, 2010)
- Feeling Good with Joan Chamorro (Temps, 2012; Whaling City Sound, 2015)
- Motis Chamorro Quintet Live at Jamboree (Swit, 2013)
- Coses Que Es Diuen Però Que No Es Fan (DiscMedi, 2014)
- Motis Chamorro Big Band Live (2014)
- Live at Casa Fuster (2014)
- Live at Palau de la Música (Jazz to Jazz, 2015)
- He's Funny That Way (Impulse!, 2016)
- Emotional Dance (Impulse!, 2017)[12]
- Do Outro Lado Do Azul (Verve, 2019)

### Col·laboracions (selecció)
- Miles Tribute Big Band, Sketches of Catalonia (2011)
- Marató de TV3 (2011)
- Sant Andreu Jazz Band: Jazzing 12 vol 2 (Temps Record, 2021)
- Joan Chamorro: Joan Chamorro Presenta's Big-Band (Jazz To Jazz, 2022)
- Joan Chamorro: Remembering Toni Belenguer (Jazz To Jazz, 2022)
- Andrea Motis, WDR Big Band Cologne, Mike Mossman: Colors & shadows (Jazzline, 2021)

## Premis
Al novembre de 2022 va guanyar el premi ARC de la indústria musical del directe a la millor gira d´artista o grup de jazz, música clàssica o música tradicional. L'estiu de 2023 va recollir el Premi Manuel Margeliza que lliura «Estival Cuenca» I al març de 2020 el premi al millor disc de jazz del vot popular dels Premis Enderrok.